# Колбермор
Колбермор (њем. Kolbermoor) град је у њемачкој савезној држави Баварска. Једно је од 46 општинских средишта округа Розенхајм. Према процјени из 2010. у граду је живјело 17.868 становника. Посједује регионалну шифру (AGS) 9187150.

## Географски и демографски подаци
Колбермор се налази у савезној држави Баварска у округу Розенхајм. Град се налази на надморској висини од 461 метра. Површина општине износи 19,8 km². У самом граду је, према процјени из 2010. године, живјело 17.868 становника. Просјечна густина становништва износи 901 становника/km².

## Међународна сарадња
| Мјесто   | Држава   | Врста сарадње | Од    |
| -------- | -------- | ------------- | ----- |
| Молцбихл | Аустрија | партнерство   | 1962. |
| Извор    |          |               |       |